# Radicaal 97
Radicaal 97 is een van de 23 van de 214 Kangxi-radicalen dat bestaat uit vijf strepen.
In het Kangxi-woordenboek zijn er 55 karakters die dit radicaal gebruiken.

## Karakters met het radicaal 97
| Strepen | Karakter |
| ------- | -------- |
| + 0     | 瓜       |
| + 3     | 瓝       |
| + 5     | 瓞 瓟    |
| + 6     | 瓠       |
| + 8     | 瓡       |
| + 11    | 瓢       |
| + 14    | 瓣       |
| + 17    | 瓤       |
| + 19    | 瓥       |

Bronskarakter
Groot zegelkarakter
Klein zegelkarakter